# DVD-Audio
DVD-Audio е логически формат за съхранение на звук с високо качество върху DVD диск. Това е развитие на DVD стандарта, което позволява съхранение на повече и/или по-качествен звук отколкото CD Digital Audio (CD-DA).
Първите дискове излизат на пазара през 2000 г. но не могат да изместят компактдисковете като носител на звук. В допълнение се появява и конкуренция от страна на новосъздадения хибриден формат SACD (Super Audio CD), който също предлага сравнимо качество на звука. Поради наличието вече на пазара на комбинирани възпроизвеждащи устройства, както за DVD-Audio, така и за SACD на цена под 100 USD се смята че и двата стандарта ще продължат съвместно съществуването си, както при DVD-R и DVD+R.

## Дискретизиране и кодиране на сигнала
За разлика от CD-DA, където се използва само 16-битовo ниво на квантуване и 44,1 kHz честота на дискретизация тук има възможност за 16-, 20- и 24-битово ниво на квантуване и честоти на дискретизация от 44,1 kHz, 48 kHz, 88,2 kHz, 96 kHz, 176,4 kHz и 192 kHz. Освен стандартния за CD-DA стерео звук с два канала при DVD-Audio тук могат да се съхраняват от един канал (моно звук) до шест канала (5.1 съраунд саунд). При най-високите честоти на дискретизация (176,4 kHz и 192 kHz) не е възможно съхранение на шестканален звук, а само до двуканален (виж таблицата).
|                                       | 16-, 20- или 24-бита |          |        |           |         |    |
| 44.1 kHz                              | 48 kHz               | 88.2 kHz | 96 kHz | 176.4 kHz | 192 kHz |    |
| Моно (1.0)                            | да                   | да       | да     | да        | да      | да |
| стерео (2.0)                          | да                   | да       | да     | да        | да      | да |
| Стерео (2.1)                          | да                   | да       | да     | да        | не      | не |
| Стерео + моно съраунд (3.0 или 3.1)   | да                   | да       | да     | да        | не      | не |
| Куадро (4.0 или 4.1)                  | да                   | да       | да     | да        | не      | не |
| 3-стерео (3.0 или 3.1)                | да                   | да       | да     | да        | не      | не |
| 3-стерео + моно съраунд (4.0 или 4.1) | да                   | да       | да     | да        | не      | не |
| Съраунд саунд (5.0 или 5.1)           | да                   | да       | да     | да        | не      | не |

За кодиране на така дискретизирания сигнал се използва LPCM (Linear Pulse Code Modulation) и евентуално MLP (Meridian Lossles Packing). В зависимост от избрания метод за кодиране, честота на дискретизация и нива на квантуване на един DVD5 диск е възможно да се съхрани от 65-минутна до 25-часова програма. Освен аудио (звук, музика) програмата може да съдържа менюта и стоп-кадри.
DVD-Audio диска не може да се възпроизвежда на повечето домашни DVD плейъри. За него е необходим специален DVD-Audio плейър или комбиниран: за DVD-Video и DVD-Audio. Поради малката популярност на DVD-Audio устройствата често DVD-Audio дисковете са комбинирани: съдържат както DVD-Audio зона, така и DVD-Video зона, която се възпроизвежда от всяко домашно DVD устройство. Последната може да съдържа както видеоклипове, така и само аудио: двуканално (стерео) или шестканално (5.1 съраунд саунд).
За разлика от CD-DA, където не е предвидена защита срещу копиране, DVD-Audio разполага с мощна защита. След бързото разбиване на защитата за DVD-Video – CSS (Content Scrambling System) се създава нова, още по-сложна и надеждна защита за DVD-Audio – CPPM (Content Protection for Prerecorded Media).